# Диаптомиды
Диаптомиды
(лат. Diaptomidae) — семейство ракообразных из отряда каляноид (Calanoida).

## Описание
На роструме расположена пара небольших выростов. Абдомен самок обычно состоит из 2-3 члеников, у самцов — из пяти. У самцов правая антеннула хватательная. Эндоподиты передних конечностей двухчлениковые, а 2-4 пар конечностей — трёхчлениковые.

## Биология
Представители семейства являются типичным компонентом планктонных сообществ пресных водоёмов. Питаются мелкими частицами взвешенными в воде. Представители подсемейства Speodiaptominae обитают в подземных водах.

## Классификация
В состав семейства включают 441 вид из 60 родов, относящихся к трём подсемействам: Diaptominae, Paradiaptominae, Speodiaptominae.

## Распространение
Встречаются почти всесветно, отсутствуют только в Антарктиде и островах Тихого океана